# Tor (riblji rod)
Tor, jedan od ribljih rodova porodice šarana, red šaranki. pripada mu dvadesetak priznazih vrsta koje žive po rijekama, potocima i jezerima u tropskim područjima Azije.
Najveća među njima je T. putitora koja naraste do 275 cm, a danas je ugrožena zbog izlova i uništavanja pritrode, dok komercijalno važan T. tor naraste do 200 cm.

## Vrste
1. Tor ater Roberts, 1999
2. Tor barakae Arunkumar & Basudha, 2003
3. Tor dongnaiensis H. Đ. Hoàng, H. M. Phạm, J.-D. Durand, N. T. Trần & P. D. Phan, 2015[3][4]
4. Tor douronensis (Valenciennes, 1842)
5. Tor hemispinus Chen & Chu, 1985
6. Tor khudree (Sykes, 1839) ugrožena[5]
7. Tor kulkarnii Menon, 1992 ugrožena[5]
8. Tor laterivittatus Zhou & Cui, 1996
9. Tor macrolepis (Heckel, 1838)
10. Tor malabaricus (Jerdon, 1849) ugrožena[5]
11. Tor mekongensis H. Đ. Hoàng, H. M. Phạm, J.-D. Durand, N. T. Trần & P. D. Phan, 2015[3][4]
12. Tor polylepis Zhou & Cui, 1996
13. Tor putitora (Hamilton, 1822) ugrožena[5]
14. Tor qiaojiensis Wu, 1977
15. Tor remadevii Madhusoodana Kurup & Radhakrishnan, 2011
16. Tor sinensis Wu, 1977
17. Tor soro (Valenciennes, 1842)
18. Tor tambra (Valenciennes, 1842)
19. Tor tambroides (Bleeker, 1854)
20. Tor tor (Hamilton, 1822)
21. Tor yingjiangensis Chen & Yang, 2004
22. Tor yunnanensis (Wang, Zhuang & Gao, 1982) ugrožena[5]

## Galerija
- Tor putitora
- Tor khudree